# Múzeum mélygarázs

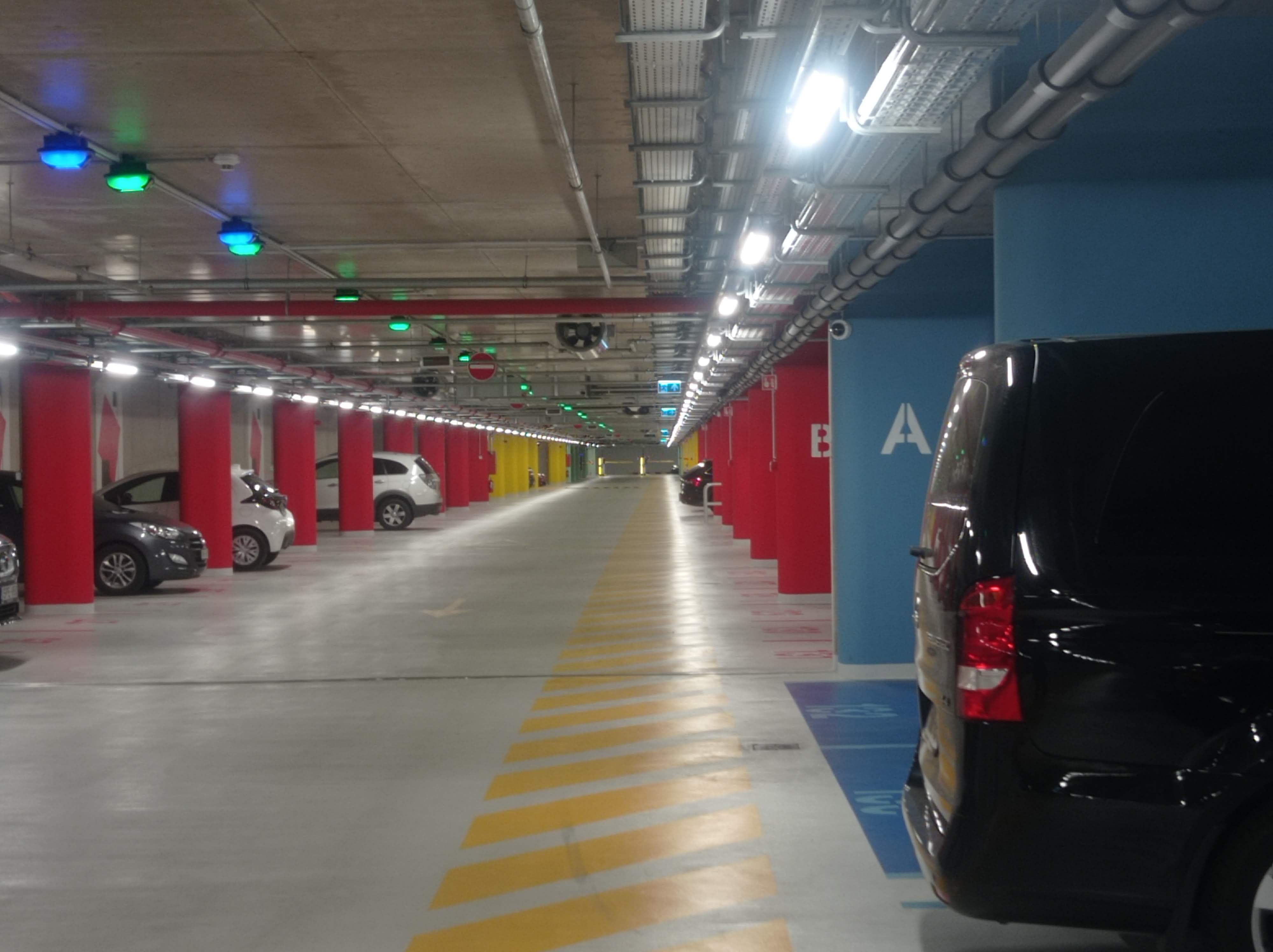
Múzeum Mélygarázs az Ötvenhatosok tere alatt

A Múzeum mélygarázs egy 2020 végén átadott földalatti parkolóház. A Liget projekt részeként épült a budapesti Városligetben, az Ötvenhatosok terén. Különlegességét az adja, hogy a falait a Magyar Nemzeti Galéria képtárából válogatott modernista festmények másolatai díszítik.

## Tulajdonságai
A háromszintes, 800 férőhelyes mélygarázs az Ajtósi Dürer sor és a Dózsa György út kereszteződésétől nem messze, a föld alatt kapott helyet, felette egy zöldfelületekkel, padokkal, sétánnyal ellátott promenádot hoztak létre. 